# Barbacenia beauverdii
Barbacenia beauverdii är en enhjärtbladig växtart som beskrevs av Damazio. Barbacenia beauverdii ingår i släktet Barbacenia och familjen Velloziaceae. Inga underarter finns listade.